# Liupanshui
Liupanshui är en stad på prefekturnivå i Guizhou-provinsen i sydvästra Kina. Den ligger omkring 190 kilometer väster om provinshuvudstaden Guiyang.
Liupanshui grundades som en del av den "tredje fronten" (kinesiska: 三线建设?, pinyin: Sānxiàn jiànshè), ett program för att industrialisera Kinas inland som bedrevs åren 1964-80. Staden har fått sitt namn efter de tre härad som ursprungligen bildade staden: Liuzhi, Pan och Shuicheng.

## Administrativ indelning
Liupanshui är indelat i två distrikt och två härad:
- Distriktet Zhongshan 钟山区
- Det särskilda distriktet Liuzhi 六枝特区
- Häradet Pan 盘县
- Häradet Shuicheng 水城县

## Klimat
Genomsnittlig årsnederbörd är 1 417 millimeter. Den regnigaste månaden är juni, med i genomsnitt 301 mm nederbörd, och den torraste är januari, med 15 mm nederbörd.